# Edwin Lutyens
Edwin Landseer Lutyens (IPA: /ˈlʌtjənz/; ur. 29 marca 1869 w Londynie, zm. 1 stycznia 1944 tamże) – angielski architekt, przedstawiciel historyzmu, uważany za najwybitniejszego angielskiego architekta od czasów Christophera Wrena.
Znany z adaptowania tradycyjnych stylów architektonicznych do oczekiwań czasów mu współczesnych. Jego najsłynniejszym dziełem jest budowa nowej stolicy Indii Brytyjskich – Nowego Delhi. Wraz z Herbetem Bakerem stworzył też liczne pomniki na terenie Nowego Delhi, jak Brama Indii. Zaprojektował niezrealizowany w całości model katedry katolickiej w Liverpoolu. Budynki jego projektu znajdują się również w Irlandii i Hiszpanii. Stworzył liczne brytyjskie rezydencje wiejskie, wraz z założeniami ogrodowymi (niektóre wraz z Gertrude Jekyll). Projektował też meble ogrodowe. W 1918 otrzymał tytuł szlachecki, w 1921 został członkiem Królewskiej Akademii Nauk.
Edwin Lutyens był ojcem Elisabeth Lutyens, kompozytorki.

## Główne dzieła
| Nazwa                    | Fotografia                      | Lokalizacja                         | Państwo/Prowincja      | Rozpoczęcie budowy | Zakończenie budowy | Opis | Współrzędne geograficzne                        |
| ------------------------ | ------------------------------- | ----------------------------------- | ---------------------- | ------------------ | ------------------ | --- | ----------------------------------------------- |
| 100 King Street          | 100 King Street, Manchester     | Manchester                          | Anglia                 | 1928               | 1935               | Budynek w stylu art déco, autor dekoracji rzeźbiarskiej John Ashton Floyd, siedziba Midland Bank. | 53°28′50,09″N 2°14′32,10″W/53,480580 -2,242250  |
| Abbey House              | Abbey House                     | Barrow-in-Furness                   | Kumbria, Anglia        | 1910               | 1914               | Dom gościnny | 54°08′19,28″N 3°12′00,68″E/54,138690 3,200190   |
| Baroda House             |                                 | Nowe Delhi                          | Indie                  | 1921               | 1936               | Rezydencja maharadży Barody | 28°37′00,66″N 77°13′49,69″E/28,616850 77,230470 |
| BMA House                | BMA House                       | Tavistock Square                    | Londyn, Anglia         | 1911               | 1925               | | 51°31′33,31″N 0°07′44,15″W/51,525920 -0,128930  |
| Bois des Moutiers        | Bois des Moutiers               | Varengeville-sur-Mer                | Francja                | 1911               | 1930               | Przebudowa istniejącego budynku, ogród we współpracy z Gertrude Jekyll | 49°54′42,55″N 0°58′59,74″E/49,911820 0,983260   |
| Castle Drogo             | Castle Drogo                    | Drewsteignton                       | Devon, Anglia          | 1911               | 1930               | Wiejska rezydencja | 50°41′45,13″N 3°48′40,14″W/50,695870 -3,811150  |
| Cenotaf                  | The Cenotaph, Whitehall, London | Whitehall                           | Londyn, Anglia         | 1919               | 1920               | Grób Nieznanego Żołnierza | 51°30′09,61″N 0°07′33,92″W/51,502670 -0,126090  |
| Deanery Garden           | Deanery Garden                  | Sonning                             | Berkshire, Anglia      | 1899               | 1901               | Budynek z ogrodem, współautorstwa Gertrude Jekyll | 51°28′28,09″N 0°54′40,97″W/51,474470 -0,911380  |
| Hannen Columbarium       | Hannen Columbarium              | Wargrave                            | Berkshire, Anglia      | 1905               | 1907               | | 51°29′58,13″N 0°52′24,20″W/51,499480 -0,873390  |
| Heathcote                | Heathcote                       | Ilkley                              | West Yorkshire, Anglia | 1906               | 1908               | Willa w stylu neoklasycznym Właścicielem był John Thomas Hemingway, potentat w handlu wełną. | 53°55′28,42″N 1°50′10,90″W/53,924560 -1,836360  |
| Hestercombe Gardens      | Hestercombe Gardens             | West Monkton, Taunton               | Somerset, Anglia       | 1904               | 1906               | Współautorka Gertrude Jekyll | 51°03′07,92″N 3°05′01,39″W/51,052200 -3,083720  |
| Holy Island War Memorial | Holy Island War Memorial        | Lindisfarne                         | Northumberland, Anglia |                    | 1922               | Pomnik pamięci poległych w I wojnie światowej |                                                 |
| Hyderabad House          |                                 | Nowe Delhi                          | Indie                  | 1926               | 1928               | Rezydencja Osmana Ali Khana, połączenie architektury hinduskiej i europejskiej | 28°36′57,64″N 77°13′40,40″E/28,616010 77,227890 |
| Linden Lodge School      |                                 | Wimbledon                           | Londyn, Anglia         | 1934               | 1934               | | 51°26′37,32″N 0°12′47,52″W/51,443700 -0,213200  |
| Lindisfarne Castle       | Lindisfarne Castle              | Lindisfarne                         | Northumberland, Anglia | 1901               | 19914              | Przebudowa XVI wiecznego zamku na rezydencję Edwarda Hudsona | 55°40′08,47″N 1°47′05,32″W/55,669020 -1,784810  |
| Little Thakeham          | Little Thakeham                 | Horsham                             | Sussex, Anglia         | 1902               | 1903               | Rezydencja, wzniesiona dla Ernesta Blackburna, | 50°55′49,26″N 0°25′23,59″W/50,930350 -0,423220  |
| Marshcourt               | Marshcourt                      | Marsh Court, Stockbridge, Hampshire | Hampshire, Anglia      | 1901               | 1905               | Herbert Johnson, trader. | 51°06′02,48″N 1°29′32,03″W/51,100690 -1,492230  |
| Munstead Wood            |                                 | Munstead Heath, Busbridge           | Surrey, Anglia         | 1889               | 1897               | We współpracy z Gertrude Jekyll | 51°10′30,58″N 0°35′47,33″W/51,175160 -0,596480  |
| Orchards                 | Orchards, Surrey                | Bramley, Surrey, Godalming          | Surrey, Anglia         | 1897               | 1899               | Budynek mieszkalny dla Williama i Julii Chance. | 51°10′48,07″N 0°34′52,79″W/51,180020 -0,581330  |
| Overstrand Hall          | Overstrand Hall                 | Overstrand                          | Norfolk, Anglia        | 1899               | 1901               | Uważany za jedno z najlepszych dzieł Lutyensa | 52°55′07,07″N 1°19′53,47″E/52,918630 1,331520   |
| Rashtrapathi Bhavan      | Rashtrapathi Bhavan             | Nowe Delhi                          | Indie                  | 1912               | 1929               | Rezydencja gubernatora generalnego Indii (obecnie prezydenta Indii) | 28°36′51,84″N 77°11′58,13″E/28,614400 77,199480 |
| St Mary’s Church, Pixham |                                 | Pixham, Dorking                     | Surrey, Anglia         |                    |                    | Kaplica kościoła parafialnego w Dorking | 51°14′22,70″N 0°18′59,33″W/51,239640 -0,316480  |
| Thiepval Memorial        | Thiepval Memorial               | Thiepval                            | Pikardia, Francja      | 1928               | 1932               | Pomnik wojenny, upamiętniający 72,195 obywateli Wielkiej Brytanii i Południowej Afryki poległych w bitwie pod Sommą i innych bitwach, a nie posiadających własnego grobu. \|\| 50°03′02,09″N 2°41′08,63″E/50,050580 2,685730 |                                                 |

## Publikacje
- Edwin Lutyens & Charles Bressey, The Highway Development Survey, Ministry of Transport, 1937
- Edwin Lutyens & Patrick Abercrombie, A Plan for the City & County of Kingston upon Hull, Brown (London & Hull), 1945.